# Sutki (gmina Kidule)
Sutki (lit. Sutkiai) – wieś na Litwie, w okręgu mariampolskim, w rejonie szakowskim.